# Tim Robbins
Timothy Francis Robbins, detto Tim (West Covina, 16 ottobre 1958), è un attore, regista e sceneggiatore statunitense.
Ha vinto l'Oscar al miglior attore non protagonista nel 2004 per la sua interpretazione in Mystic River di Clint Eastwood.
Nell'ottobre del 1997 il periodico Empire lo classificò al 60º posto fra le 100 star cinematografiche di tutti i tempi.

## Biografia
È il più giovane di quattro figli. La sua famiglia, di origini irlandesi, di religione cattolica e di idee liberali si trasferì quando lui era molto piccolo dalla California al Greenwich Village di New York per motivi di lavoro del padre Gil, noto cantante folk appartenente al complesso The Highwaymen. Una canzone di protesta cantata insieme al padre segnò l'esordio di Tim Robbins nel mondo dello spettacolo. A soli 12 anni entrò nella compagnia teatrale d'avanguardia "Theater for the New City", nella quale rimase per sette anni, durante i quali seguì la scuola di arte drammatica della Stuyvesant High School. Frequentò per due anni la State University of New York di Plattsburgh, per poi trasferirsi a Los Angeles dove si iscrisse alla UCLA lavorando come cameriere per mantenersi agli studi.
Nel 1981 si laureò e fondò con i compagni di studio e di softball la "Actors' Gang", compagnia di teatro sperimentale. Prese parte ad alcune serie televisive e in seguito ottenne piccole parti in alcuni film, finché con Bull Durham - Un gioco a tre mani del 1988 ebbe per la prima volta un ruolo rilevante: grazie al grande successo che la pellicola riscosse negli Stati Uniti vide decollare la propria carriera. Questo film gli cambiò la vita, non solo dal punto di vista professionale, dato che sul set incontrò Susan Sarandon con la quale ha convissuto senza mai sposarsi per 23 anni, fino alla separazione annunciata nel dicembre 2009. Intanto la Actors' Gang intraprese un'intensa attività teatrale, ottenendo numerosi premi ed evidenziando la figura di Tim Robbins anche come regista teatrale.
Come interprete Robbins ricevette il prestigioso premio come miglior attore al Festival di Cannes nel 1992 per I protagonisti (The Player) di Robert Altman. Nello stesso anno esordì nella regia cinematografica con Bob Roberts, un falso documentario satirico su un candidato senatore populista conservatore che ottenne buoni riconoscimenti, del quale Robbins fu anche sceneggiatore e attore. Nel 1994 fu il protagonista de Le ali della libertà (The Shawshank Redemption), tratto da una storia di Stephen King, film candidato all'Oscar che riscosse un notevole successo di critica e pubblico.
Nel 1995 scrisse e diresse Dead Man Walking - Condannato a morte ottenendo una candidatura all'Oscar al miglior regista nel 1996; il film, interpretato dall'amico Sean Penn e basato su una storia vera, è una denuncia contro la pena di morte a conferma dell'impegno politico che muove Tim Robbins, soprattutto nelle scelte che riguardano le storie da dirigere. Tra i numerosi riconoscimenti vinti con questo film l'Oscar come migliore attrice alla compagna Susan Sarandon, oltre alla nominations come miglior attore per lo stesso Penn.
Nel 2004 Robbins ricevette l'Oscar come miglior attore non protagonista per la sua interpretazione nel film di Clint Eastwood Mystic River. Nel 2005 uscì in DVD il film da lui diretto Embedded, distribuito attraverso il web e nel quale egli compare anche come attore. Il film è basato su uno spettacolo teatrale scritto dallo stesso Robbins e trattante tematiche legate alla guerra in Iraq cominciata nel 2003.

## Vita privata
È figlio di Mery Cecelia Bledsoe e Gilbert Lee Robbins, entrambi musicisti, come il fratello David.
Tim Robbins è stato legato sentimentalmente all'attrice Susan Sarandon, dalla quale ha avuto due figli, Jack e Miles. La coppia si è separata nel 2009, dopo 21 anni di convivenza.  Tim Robbins si è sposato con Gratiela Brancusi il 1º febbraio 2017, ma si sono separati il 1º luglio 2020. La notizia del matrimonio è stata tenuta privata fino a quando Robbins non ha chiesto il divorzio nel gennaio 2021. Il divorzio è stato finalizzato nel 2022.
Pur vivendo a New York continua a dirigere la Actors' Gang in California, che continua a riscuotere successi.
Oltre all'impegno e alla passione politica, Tim Robbins è famoso anche per essere un grande tifoso di baseball e di hockey su ghiaccio (in entrambi gli sport la squadra del cuore è quella della sua città, New York, e precisamente i Mets e i Rangers).

## Filmografia

### Attore

#### Cinema
- Toy soldiers, regia di David Fisher (1984)
- Una cotta importante (No Small Affair), regia di Jerry Schatzberg (1984)
- Sacco a pelo a tre piazze (The Sure Thing), regia di Rob Reiner (1985)
- Dal college... con furore! (Fraternity Vacation), regia di James Frawley (1985)
- Top Gun, regia di Tony Scott (1986)
- Howard e il destino del mondo (Howard the Duck), regia di Willard Huyck (1986)
- Dentro la grande mela (Five Corners), regia di Tony Bill (1987)
- Bull Durham - Un gioco a tre mani (Bull Durham), regia di Ron Shelton (1988)
- Tapeheads - Teste matte (Tapeheads), regia di Bill Fishman (1988)
- Regina senza corona (Miss Firecracker), regia di Thomas Schlamme (1989)
- Erik il Vikingo (Erik the Viking), regia di Terry Jones (1989)
- Allucinazione perversa (Jacob's Ladder), regia di Adrian Lyne (1990)
- Cadillac Man, regia di Roger Donaldson (1990)
- Jungle Fever, regia di Spike Lee (1991)
- I protagonisti (The Player), regia di Robert Altman (1992)
- Bob Roberts, regia di Tim Robbins (1992)
- America oggi (Short Cuts), regia di Robert Altman (1993)
- Le ali della libertà (The Shawshank Redemption), regia di Frank Darabont (1994)
- Prêt-à-Porter, regia di Robert Altman (1994)
- Genio per amore (I.Q.), regia di Fred Schepisi (1994)
- Mister Hula Hoop (The Hudsucker Proxy), regia di Joel ed Ethan Coen (1994)
- Niente da perdere (Nothing to Lose), regia di Steve Oedekerk (1997)
- Arlington Road - L'inganno (Arlington Road), regia di Mark Pellington (1999)
- Austin Powers: La spia che ci provava (Austin Powers: The Spy Who Shagged Me), regia di Jay Roach (1999)
- I Simpson (The Simpsons) (1999) - episodio A Natale ogni Spassolo vale (voce di Jim Hope)
- Mission to Mars, regia di Brian De Palma (2000)
- Alta fedeltà (High Fidelity), regia di Stephen Frears (2000)
- S.Y.N.A.P.S.E. - Pericolo in rete (Antitrust), regia di Peter Howitt (2001)
- Human Nature, regia di Michel Gondry (2001)
- The Truth About Charlie, regia di Jonathan Demme (2002)
- Codice 46 (Code 46), regia di Michael Winterbottom (2003)
- Mystic River, regia di Clint Eastwood (2003)
- Anchorman - La leggenda di Ron Burgundy (Anchorman: The legend of Ron Burgundy), (2004) - cameo
- La guerra dei mondi (War of the Worlds), regia di Steven Spielberg (2005)
- La vita segreta delle parole (La Vida secreta de las palabras), regia di Isabel Coixet (2005)
- Zathura - Un'avventura spaziale (Zathura: A Space Adventure), regia di Jon Favreau (2005)
- Catch a Fire, regia di Phillip Noyce (2006)
- Tenacious D e il destino del rock (Tenacious D in The Pick of Destiny), regia di Liam Lynch (2006)
- Noise, regia di Henry Bean (2007)
- Quando tutto cambia (Then She Found Me), regia di Helen Hunt (2007) - Cameo
- The Lucky Ones - Un viaggio inaspettato (The Lucky Ones), regia di Neil Burger (2008)
- Ember - Il mistero della città di luce (City of Ember), regia di Gil Kenan (2008)
- Lanterna Verde (Green Lantern), regia di Martin Campbell (2011)
- Tentazioni (ir)resistibili (Thanks for Sharing), regia di Stuart Blumberg (2012)
- Life of Crime - Scambio a sorpresa (Life of Crime), regia di Daniel Schechter (2013)
- Welcome to Me, regia di Shira Piven (2014)
- Perfect Day (A Perfect Day), regia di Fernando León de Aranoa (2015)
- Marjorie Prime, regia di Michael Almereyda (2017)
- Cattive acque (Dark Waters), regia di Todd Haynes (2019)

#### Televisione
- Hardcastle & McCormick (Hardcastle and McCormick) - serie TV, episodio 1x23 (1984)
- Storie incredibili (Amazing Stories) - serie TV, episodio 1x19 (1986)
- Cinema Verite, regia di Shari Springer Berman e Robert Pulcini (2011) - film TV
- The Spoils of Babylon – miniserie TV, 4 episodi (2014)
- The Brink – serie TV, 10 episodi (2015)
- Here and Now - Una famiglia americana (Here and Now) – serie TV, 10 episodi (2018)
- Castle Rock – serie TV (2018)
- Silo – serie TV, 10 episodi (2023)

### Regista, sceneggiatore e produttore
- Bob Roberts (1992)
- Dead Man Walking - Condannato a morte (Dead Man Walking) (1995)
- Il prezzo della libertà (Cradle Will Rock) (1999)
- Embedded (2005)

## Riconoscimenti
- Premio Oscar
  - 1996 – Candidatura al miglior regista per Dead Man Walking - Condannato a morte
  - 2004 – Miglior attore non protagonista per Mystic River
- Golden Globe
  - 1993 – Miglior attore in un film commedia o musicale per I protagonisti
  - 1993 – Candidatura al miglior attore in un film commedia o musicale per Bob Roberts
  - 1994 – Golden Globe Speciale per America oggi
  - 1996 – Candidatura alla migliore sceneggiatura per Dead Man Walking - Condannato a morte
  - 2004 – Miglior attore non protagonista per Mystic River
  - 2012 – Candidatura al miglior attore non protagonista in una serie per Cinema Verite

## Doppiatori italiani
Nelle versioni in italiano delle opere in cui ha recitato, Tim Robbins è stato doppiato da:
- Massimo Rossi in Allucinazione perversa, Cadillac Man - Mister occasionissima, Prêt-à-Porter, Zathura - Un'avventura spaziale, The Lucky Ones - Un viaggio inaspettato, Here and Now - Una famiglia americana, Castle Rock
- Angelo Maggi in S.Y.N.A.P.S.E. - Pericolo in rete, Codice 46, La vita segreta delle parole, Ember - Il mistero della città di luce, Lanterna Verde, Cinema Verite, Silo
- Stefano Benassi in Jungle Fever, America oggi, Le ali della libertà, Mister Hula Hoop, The Brink
- Ambrogio Colombo in Mission to Mars, Alta fedeltà, Cattive acque
- Roberto Chevalier in Howard e il destino del mondo, Scambio a sorpresa - Life of Crime
- Francesco Pannofino in Bull Durham - Un gioco a tre mani, Austin Powers - La spia che ci provava
- Luca Biagini ne I protagonisti, Catch a Fire
- Tony Sansone in Bob Roberts, Tentazioni (ir)resistibili
- Stefano De Sando in Mystic River, La guerra dei mondi
- Massimiliano Manfredi in Palm Spring's Beach, Niente da perdere
- Pino Ammendola in Sacco a pelo a tre piazze
- Sergio Di Giulio in Moonlighting
- Marco Mete in Top Gun
- Luca Dal Fabbro in Dentro la grande mela
- Tonino Accolla in Regina senza corona
- Teo Bellia in Erik il Vikingo
- Pino Insegno in Genio per amore
- Loris Loddi in Arlington Road - L'inganno
- Luca Ward in Human Nature
- Antonio Sanna in The Truth About Charlie
- Mauro Magliozzi in Anchorman - La leggenda di Ron Burgundy
- Pierluigi Astore in Tenacious D e il destino del rock
- Francesco Prando in Quando tutto cambia
- Franco Mannella in Perfect Day